# International Moral Education Congress
Het International Moral Education Congress was een internationaal symposium dat tussen 1908 en 1934 zes keer in Europa werd gehouden. Het congres werd gehouden vanwege belangstelling voor morele opvoeding die een decennium eerder in vele landen ontstond. De beweging voor morele opvoeding had een vurig voorvechter in de ethische beweging. Het idee om het congres te houden gebeurde in opdracht van de International Union of Ethical Societies; tot de grootste voorstanders behoorden professor Friedrich Wilhelm Foerster en Gustav Spiller, de secretaris van de Unie. Het eerste congres werd gehouden in 1908. Met uitzondering van een 10-jarige onderbreking (1912-1922), kwam het congres om de vier jaar bijeen in verschillende steden. De officiële talen waren Duits, Engels en Frans.

## Achtergrond
De Moral Education League van London werd opgericht in 1897. Deze organisatie oefende een aanzienlijke invloed uit, niet alleen in het Verenigd Koninkrijk maar in verschillende delen van het Britse rijk en over de hele wereld. Voorzitter was John Stuart Mackenzie. Tot de leden behoorden katholieken, anglicanen, joden, unitariërs, hindoes, moslims, boeddhisten, non-conformisten, ethici, rationalisten, positivisten en anderen. De secretaris was Harrold Johnson, die later zou worden benoemd tot honorair secretaris van de International Moral Education Congress Executive Council. De bond had ook een publicist, Frederick James Gould, die een internationale reputatie verwierf voor zijn talrijke boeken over morele lessen. In 1916 slaagde de League in het aanzetten van de Raad van Onderwijs om voorzieningen te treffen voor morele instructie in de onderwijsdoelen voor Engeland en Wales. In 1905 werd een nieuwe Italiaanse onderwijswet gepubliceerd, die de grootste nadruk legde op morele opvoeding en gedetailleerde voorschriften met betrekking tot morele opvoeding. In het volgende jaar werd een nieuwe Hongaarse onderwijswet aangenomen. In 1905 werd een nieuwe Oostenrijkse onderwijswet ingevoerd. In Portugal werd in 1906 officieel een handleiding voor morele instructie voor basisscholen gepubliceerd, los van religieuze instructie. In de Verenigde Staten werden op veel plaatsen ontwerpen voor morele opvoeding uitgewerkt. In Duitsland bevatten de leesboeken voor basisscholen een overvloed aan ethische zaken. In Zwitserland hebben verschillende kantons duidelijke stappen gezet in de richting van het opstellen van morele instructieprogramma's. In België waren er Morele Instructie Syllabuses voor basisscholen en voor trainingscolleges. In Frankrijk en Japan, waar morele instructie werd ingevoerd, werd het onderwerp met belangstelling bestudeerd. In Rusland richtten de autoriteiten hun aandacht op dit onderwerp. In Engeland ten slotte bepaalde de wet van de Board of Education voor 1906 dat "Morele instructie een belangrijk onderdeel van elk schoolcurriculum zou moeten vormen".
Onderwijskundigen legden over het algemeen meer nadruk op de morele factor in het onderwijs, terwijl men steeds meer het gevoel kregen dat de opleiding van het intellect gepaard moest gaan met de ontwikkeling van het karakter als de school effectief de natie en de mensheid wilde dienen. Deze beweging voor morele opvoeding had een vurig voorvechter in de Ethische Beweging.

## 1908

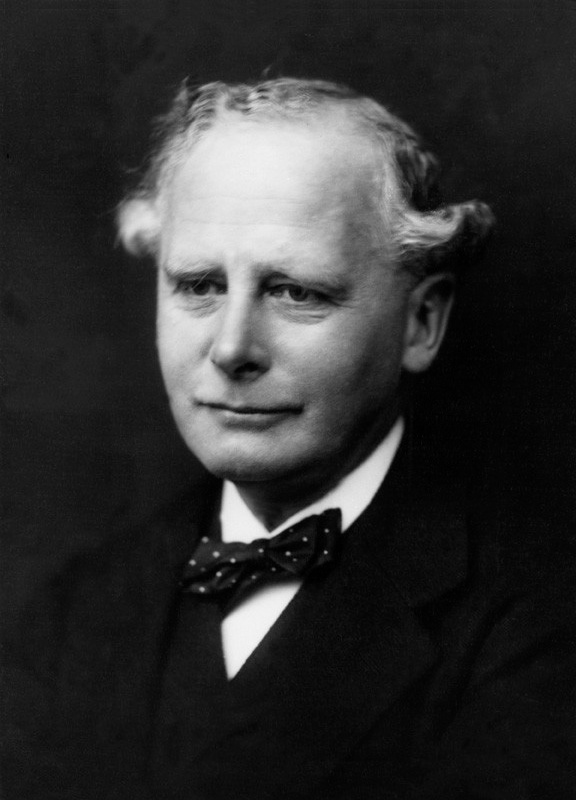
Sir Michael Ernest Sadler, voorzitter van het eerste congres

Het eerste congres vond plaats tussen 25 en 29 september 1908 in de Universiteit van Londen. Michael Sadler was voorzitter. Het congres telde in totaal ongeveer 1.800 leden. Zowel de educatieve tijdschriften als de leidende dagbladen leverden waardevolle hulp aan het congres. Er waren sessies over de volgende onderwerpen: De beginselen van morele opvoeding; Doelstellingen, middelen en beperkingen in de verschillende soorten scholen; Karakteropbouw door discipline, invloed en kansen; de problemen van morele instructie; Relatie van religieus onderwijs tot moreel onderwijs; Systematische morele instructie; De relatie van morele opvoeding tot het onderwijs; het probleem van morele opvoeding onder verschillende omstandigheden van leeftijd en gelegenheid; Biologie en morele opvoeding.

## 1912
Het tweede congres werd gehouden in Den Haag, van 22 tot 27 augustus 1912. Dr. J. Th. Mouton was de voorzitter van het symposium. De volgende drieëntwintig landen stuurden officiële regeringsafgevaardigden: België, Bulgarije, Canada, Chili, China, Denemarken, Egypte, Frankrijk, Griekenland, Haïti, Hongarije, India (Brits), Ierland, Japan, Noorwegen, Portugal, Rusland, Roemenië, Zuid-Australië, Spanje, Zweden, Turkije en Tunesië. Meer dan 1.000 leden (behalve ereleden) werden officieel ingeschreven voor het congres. Meer dan 200 kranten van elk zo'n 2000 woorden werden bijgedragen en verschenen in de vijf gepubliceerde volumes van meer dan 1200 pagina's. De onderwerpen die tijdens de verschillende sessies werden behandeld en besproken, waren: Morele opvoeding en karakteropbouw beschouwd vanuit de denominationalistische, de non-denominationalistische en de onafhankelijk-moralistische standpunten; Morele opvoeding vanuit sociale en nationale gezichtspunten Vorming van de Wil; Lichamelijke training als middel voor het bouwen van karakters; Morele opvoeding vanuit praktisch oogpunt bekeken; de morele opvoeding van adolescenten; Karaktervorming in het gezinsleven en in de samenleving als geheel; Karaktervorming van jongeren aan onderwijsinstellingen die zich niet toeleggen op het gewone lager onderwijs; Karaktervorming van abnormale kinderen. 
Dit congres verklaarde dat het de opvattingen van een maatschappij of partij niet zou verdedigen, maar het zou het iedereen die geïnteresseerd is in morele opvoeding, ongeacht zijn religieuze of ethische overtuigingen, nationaliteit en standpunt, een gelijke gelegenheid geven om zijn mening te uiten en te vergelijken. ze met die van anderen. Dit was een goede basis voor het congres met unanimiteit dat het als basis voor toekomstige congressen heeft aangenomen, met de toevoeging van het volgende doel: het doel van het congres is om de actieve medewerking van iedereen aan te wenden, ongeacht ras, volkeren, en credo, in het bevorderen van het werk van morele opvoeding. Het eerste doel van het Tweede Congres, vanaf het begin, was het cultiveren van de samenwerking van mannen en vrouwen die verschillende denkrichtingen vertegenwoordigen op het gebied van onderwijs, waarbij iedereen een kans krijgt in de geest van tolerantie, van het definiëren en uitleggen van zijn mening en standpunt.

## 1922

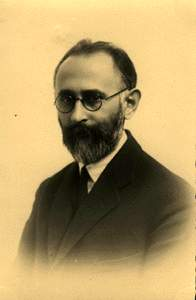
Adolphe Ferriere, voorzitter van het derde congres

Het derde symposium werd gehouden in de vergaderzaal van de Universiteit van Genève, van 28 juli tot 1 augustus 1922. Ongeveer 500 leden waren aanwezig, die 30 nationaliteiten en 29 nationale commissies vertegenwoordigden. Drieëndertig artikelen werden bijgedragen, allemaal in het Frans, in twee delen, door Delachaux, in Neuchatel. Frederick Pollock hield de inleidende rede namens de Internationale Uitvoerende Raad (Londen), en werd gevolgd door de nieuw verkozen president van het Congres, Dr. Adolphe Ferrière, die een pleitbezorger van progressieve educatie was. Onder de sprekers tijdens de acht sessies waren de professoren Foerster; M. Albert Thomas, directeur van het arbeidsbureau van de Volkenbond; en Robert Baden-Powell, de grondlegger van de Scouting. Een speciale sessie werd gehouden in de hal van het secretariaat van de Volkenbond, onder voorzitterschap van Gustav Spiller, waaronder Nitobe Inazō, directeur van de afdeling internationale bureaus. Het congres keurde de oprichting van een Internationaal Moreel Onderwijsbureau in Den Haag goed en besloot om een permanente vereniging van onderwijskundigen van de wereld te vormen, gebaseerd op de reeds bestaande 29 nationale comités.

## 1926
Het vierde congres vond plaats in Rome van 28 september tot 2 oktober 1926, onder voorzitterschap van Francesco Orestano.

## 1930
Het vijfde congres vond plaats op de Sorbonne in Parijs, van 23 tot 27 september 1930. Sébastien Charléty diende als voorzitter.

## 1934
Het zesde congres werd gehouden in Krakau, Polen van 11 tot 14 september 1934.

## Wetenschappelijke recensie
In 2004 publiceerde Marco Cicchini van de Universiteit van Genève zijn studie over de voortgang en publicaties van de zes congressen. Hij verbond de doelen en idealen van de congressen, de theoretische en institutionele contouren, de sociaalprofessionele profielen van de deelnemers, de status van hun bijdragen en de gekozen disciplines om de kwesties te bespreken. Hij sprak ook over de veranderingen die leidden tot de verdwijning van het congres.